# Villa d'Este al Quirinale
La Villa d'Este al Quirinale era nota anche come Vigna del cardinal di Ferrara, poiché era stata affittata dal cardinale Ippolito d'Este che era nato a Ferrara, e come Vigna di Napoli poiché apparteneva alla famiglia napoletana Carafa. Il casino, grazie alla ristrutturazione del Mascherino, è diventato il primo nucleo del Palazzo del Quirinale.

## Descrizione e storia
Nel 1550 il cardinale Ippolito d'Este, secondogenito di Lucrezia Borgia e del duca di Ferrara Alfonso I d'Este, affittò per sei anni dai Carafa una proprietà sul Colle Quirinale che si componeva di un edificio principale (il casino), con accanto una torre medievale e di un edificio più piccolo, probabilmente di servizio. La proprietà era circondata da un ampio giardino e da orti. Sul Quirinale, lungo la via romana Alta Semita, sorgevano ville, allora denominate vigne, che appartenevano al banchiere fiorentino Leonardo Boccaccio, al cardinale Rodolfo Pio da Carpi e ad altri prelati.
Fra il 1561 e il 1565 Pio IV fece costruire la Porta Pia e il lungo rettifilo, detto strada Pia, che univa la nuova porta alla piazza del Quirinale, dove erano state collocate le due statue dei Dioscuri. Il Quirinale, scelto come residenza estiva, per la salubrità dell'aria e per il clima ventilato in estate, con la nuova arteria diventava un nuovo polo di sviluppo della città.

### Il cardinale d'Este
L'amenità dei luoghi campestri coltivati, la delizia dei giardini fioriti - cantate in certi passi dell'Orlando Furioso di Ludovico Ariosto, che a Ferrara era di casa - divennero temi dominanti nella vita di Ippolito d'Este che, per suo piacere, creò la Villa d'Este a Tivoli e affittò la Villa dei Carafa sul Quirinale, dotandola di giardini profumati, di boschetti ombrosi, di ninfeo, di vigneti, di fontane e specchi d'acqua, di un padiglione immerso nel verde. Era fra i primi ad occuparsi di persona di architettura di giardini. Il cardinale chiamò a Roma Gerolamo da Carpi e gli commissionò conserti, cioè architetture di legno su cui venivano modellate piante rampicanti. Tutto il giardino si articolava fra naturale, cioè natura spontanea, e artificiale cioè natura ritagliata secondo modelli, come figure geometriche, labirinti, grotte.

### Ilcasinoe i giardini
Il Metropolitan Museum of Art di New York possiede una pianta, opera di anonimo e datata 1561, che descrive la Villa d'Este al Quirinale. Il casino o vigna, cioè l'edificio principale, ha una pianta irregolare, forse perché è stato costruito in fasi successive. Si compone di nove stanze, diverse per forma e grandezza, e di ambienti più piccoli.  Intorno si aprono spazi all'aperto, di diversa misura e variamente recintati. L'asse principale dell'edificio è ortogonale rispetto al tracciato della strada Pia, quindi il casino occupava la parte centrale dell'attuale edificio del Quirinale costruito dal Mascherino e una parte del cortile d'Onore.

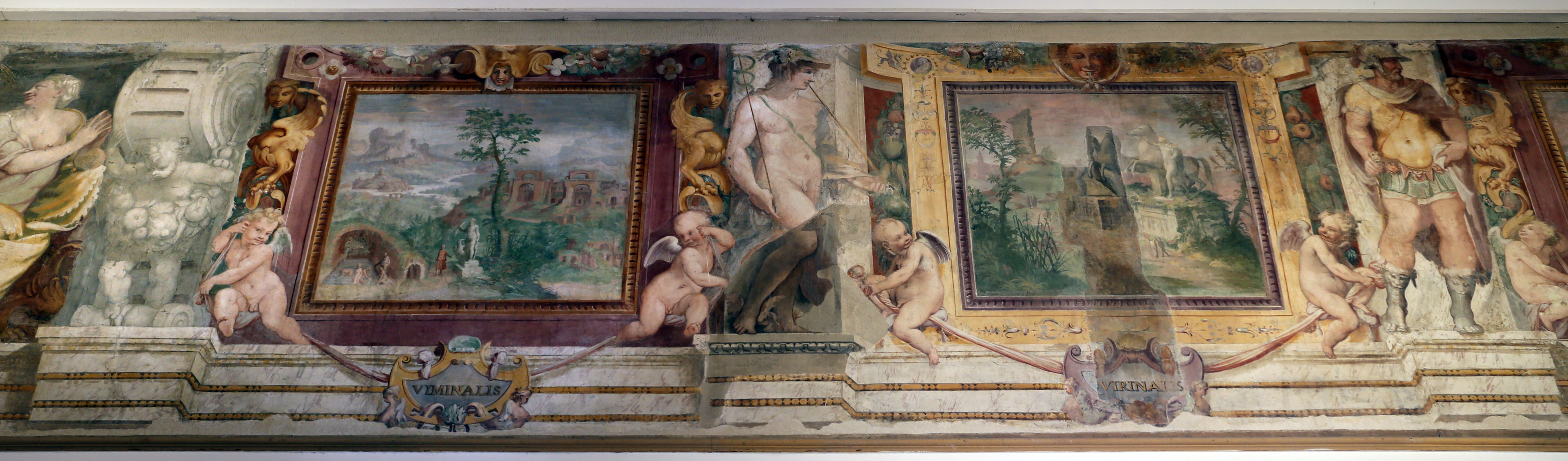
Villa Giulia, piano nobile, sala A, affreschi di Taddeo Zuccari e Prospero Fontana, Viminale e Quirinale, 1552 circa

L'edificio più piccolo si trova all'angolo fra il piazzale del Quirinale e la strada Pia, ma il tracciato del rettilineo lo ha lasciato non in asse con la strada. Lungo la strada Pia si aprono vari ingressi al giardino: uno di questi introduce al viale che porta al ninfeo, su cui convergono altri due viali interni, formando un percorso a tridente. Il ninfeo - che si trova in parte nella zona dove oggi c'è la Fontana Rustica - si articola in grotte e nicchie e ospita le statue, a grandezza naturale, di Apollo citaredo e delle Muse.
Un'altra entrata dalla strada Pia conduce al Padiglione, che occupa grosso-modo lo spazio dove oggi c'è la Coffee House del Quirinale. Il Padiglione - tempietto di piaceri olfattivi e visivi, compreso fra due grandi nicchie di verde - è formato da un ambiente centrale circolare, sormontato da cupola e affiancato da quattro torrette circolari, coperte da piccole cupole. Tutta la struttura è in legno ed è ricoperta da rampicanti. Dietro al Padiglione c'è la scala che conduce alla fontana da basso, dove oggi c'è il ninfeo con l'orologio ad organo. In questa grotta-fontana fu in un secondo tempo trasferito il gruppo di statue Apollo con le Muse.
La forma geometrica del giardino non consente l'assialità uniforme dei viali: solo in parte infatti questi sono disegnati a reticolato, perché in alcune zone subiscono deviazioni o convergenze. 
Nel 1565 il cardinale rinnovò il contratto di affitto e aggiunse alla proprietà terreni di proprietà del banchiere Boccaccio.

### Il papa Gregorio XIII
Non sopportava l'afa estiva, si allontanava dal Vaticano e si rifugiava a Villa Medici sul Pincio, o a Caprarola, o a Frascati. Nel 1573 Gregorio XIII, da un anno assurto al soglio pontificio, fu accolto a Villa d'Este al Quirinale dal cardinale Luigi d'Este - nipote del cardinale Ippolito - e lì passò la notte. Il cardinale stupì il papa, mostrandogli meravigliosi giochiː tra acqua e suonoː Mentre la fontana della Girandola in un determinato spazio lanciava rumorosi colpi come di fucile, si fecero sentire dolci arie dagli organi idraulici di Apollo e di Orfeo mossi a forza di acqua. Il papa manifestò apertamente il desiderio di costruirsi una villa sul Quirinale e il cardinale d'Este gli offri la sua, in uso. Dieci anni più tardi, nel 1583, il papa fece versare 20.000 scudi per la costruzione di una villa al Quirinale, nella proprietà del cardinale d'Este. In realtà la vigna apparteneva ai Carafa e il cardinale d'Este era un affittuario.

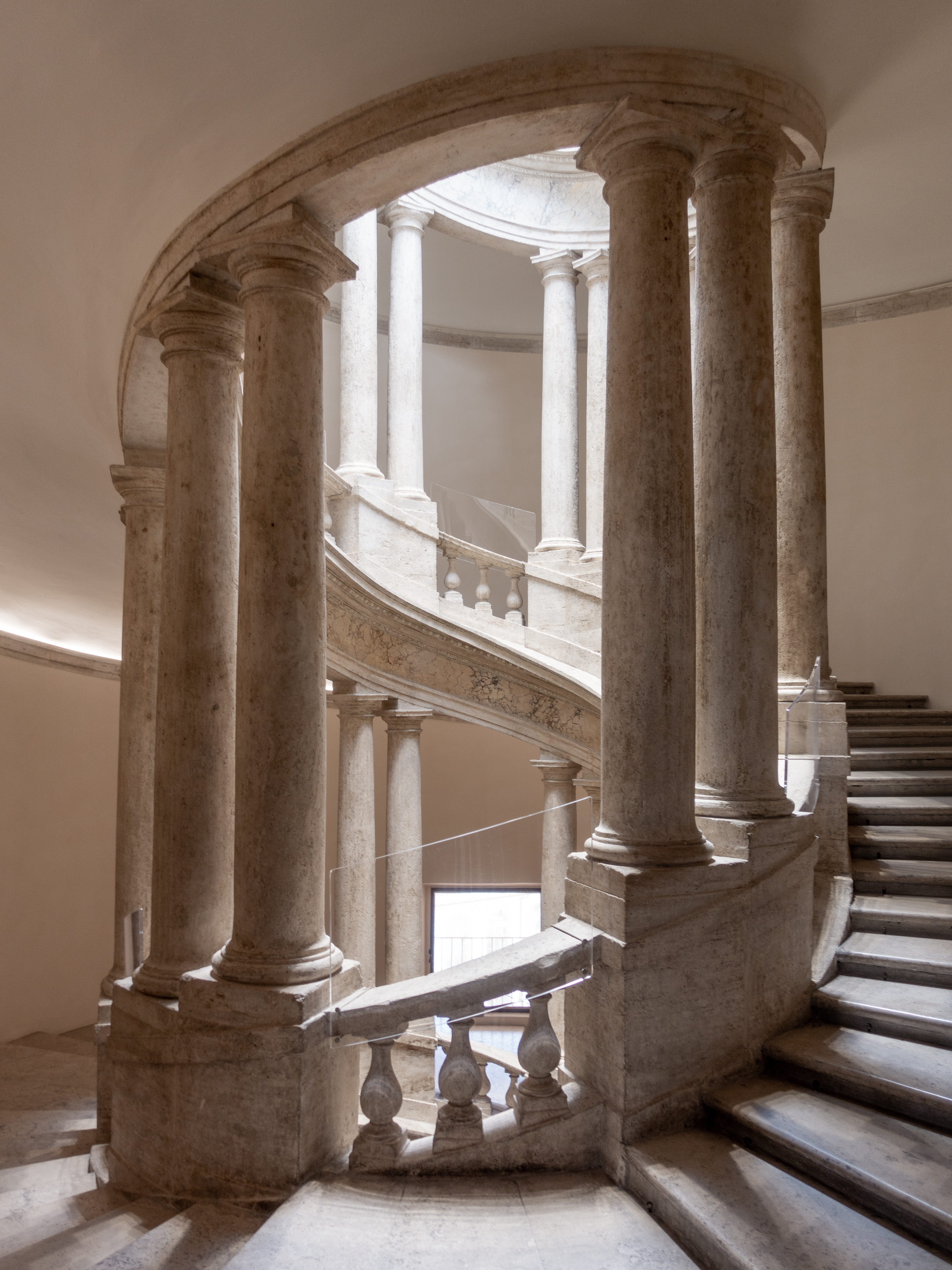
Scala del Mascherino

Entrò in scena Ottaviano Mascherino, pittore e architetto, allievo del Vignola. Egli ha dato forma alla prima parte del palazzo del Quirinale, ma ne ha anche condizionato i successivi sviluppi. I suoi disegni, conservati a Roma, all'Accademia di San Luca, hanno permesso di ricostruire le fasi successive dei suoi progetti; ma solamente il primo progetto fu da lui realizzato.
Ottaviano Mascherino ruotò l'asse del casino di 90°, disponendo il nuovo edificio col lato più lungo parallelo alla strada Pia. Di conseguenza, l'edificio più piccolo, che era rimasto fuori asse rispetto alla strada, doveva essere allungato e regolarizzato con l'edificio principale. Fra i due edifici era previsto un cortile rettangolare, a verde, delimitato ai lati maggiori da un muro affiancato da un porticato.
L'impianto compositivo del palazzo principale si articolava in un corpo centrale, con cinque aperture ad arco, affiancate da due corpi lievemente sporgenti. Uno dei due corpi laterali nascondeva la scala a pianta ovale. Al primo piano le aperture corrispondevano ad una loggia (la cosiddetta loggia alla vetrata), dietro la quale c'era una grande sala (la odierna sala del Bronzino). Il torrino è stata una aggiunta, nel progetto definitivo.
Quando morì il papa, il Mascherino aveva appena ultimato il palazzetto con il torrino. Sisto V chiamò Domenico Fontana che rielaborò il progetto, trasformando in edificio anche i due restanti lati del cortile. La Camera Apostolica acquistò la proprietà dei Carafa.